# Фосфоглюкомутаза

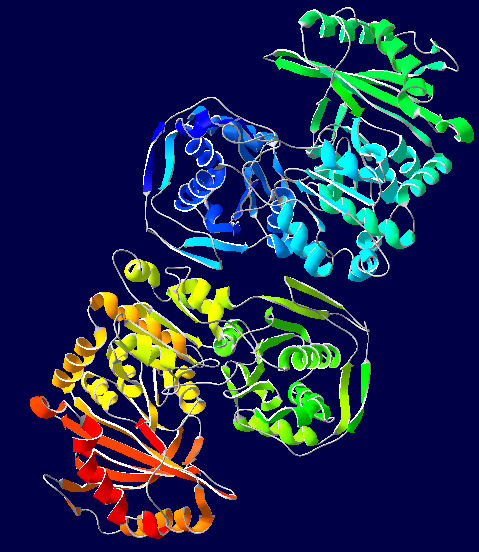
Мышечная фосфоглюкомутаза кролика

Фосфоглюкомутаза — фермент-переносчик фосфатной группы в мономере глюкозы с позиции 1' на 6' или в обратном направлении. Играет важную роль в углеводном обмене. Этот фермент катализирует реакцию взаимодействия глюкозо-1-фосфата и глюкозо-6-фосфата в процессе образования глюкозы из гликогена.

## Гены
- PGM1
- PGM2
- PGM3
- PGM5